# Acanthodactylus spinicauda
Acanthodactylus spinicauda (гребнепала ящірка Думера) — вид ящірок родини ящіркових (Lacertidae). Ендемік Алжиру.

## Поширення і екологія
Гребнепалі ящірки Думера мешкають на південних схилах Сахарського Атласу, в провінції Наама на північному заході Алжиру. Вони живуть на півщаних і кам'янистих рівнинах, на висоті 200 м над рівнем моря. Відкладають яйця, в кладці 8 яєць

## Збереження
МСОП класифікує цей вид як такий, що перебуває на межі зникнення. Acanthodactylus spinicauda загрожує знищення природного середовища.